# Symphony X
I Symphony X sono un gruppo musicale statunitense. Fondati nel New Jersey, negli anni novanta, dal chitarrista Michael Romeo e dal tastierista Michael Pinnella, il loro stile musicale è riconducibile al progressive-symphonic metal americano con influenze power metal, neoclassiche e thrash metal.

## Storia del gruppo

### Anni novanta

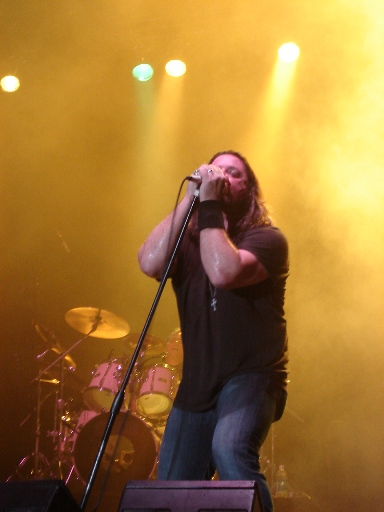
Russell Allen in concerto con i Symphony X

Il chitarrista Michael Romeo nel 1994 decide di creare una sua band due anni dopo la pubblicazione del suo disco solista The Dark Chapter che riscosse già un discreto successo, così contatta Thomas Miller al basso, Jason Rullo alla batteria, Rod Tyler alla voce e Michael Pinnella alla tastiera. Nascono così ufficialmente i Symphony X che nell'autunno dello stesso anno danno alle stampe l'omonimo album Symphony X. L'album ottiene un discreto successo grazie allo stile che fonde progressive metal e neoclassical metal.
Quando, all'inizio del 1995, il gruppo pubblicò il secondo album The Damnation Game, il cantante Rod Tyler venne sostituito da Russell Allen, che diede un notevole contributo a creare il sound che avrebbe caratterizzato la band in futuro. Nel 1997 dopo più di un anno di lavoro il gruppo pubblica The Divine Wings of Tragedy, uno dei dischi di maggiore successo della band, grazie anche alla presenza di una suite di 20 minuti, che dà il titolo all'album. Il successo con la critica va di pari passo con quello commerciale (l'album venderà nel solo Giappone oltre 100 000 copie).
Alla fine del 1997 Jason Rullo è costretto ad abbandonare la band per problemi personali e contrasti con il bassista Thomas Miller, così viene temporaneamente assunto Thomas Walling (ex Dyers Eve e Majeste). La band nel 1998 pubblica il quarto album Twilight in Olympus. Dopo questa uscita il gruppo inizia il suo primo tour in Europa e Giappone ottenendo ottimi riscontri. Nello stesso anno Thomas Miller abbandona la band. Le motivazioni di questo gesto non sono mai state chiarite; lo stesso Michael Romeo ha affermato di non conoscere il vero motivo del suo abbandono, limitandosi ad ipotizzarlo in base a ciò che la band ha visto coi propri occhi. Durante il tour, infatti, Miller avrebbe sofferto di attacchi di panico e, successivamente, da sindrome da fatica cronica. Nel frattempo Miller avrebbe iniziato ad interessarsi alla religione, ma la stessa band non è in grado di capire quali delle due cause abbia influito maggiormente nella decisione del bassista. Verrà sostituito da Michael LePond.
Alla fine del 1998 venne pubblicata la prima raccolta, Prelude to the Millennium, che contiene una riedizione della canzone Masquerade (presente nel primo album) cantata da Russell Allen e rinominata Masquerade '98.

### Anni duemila

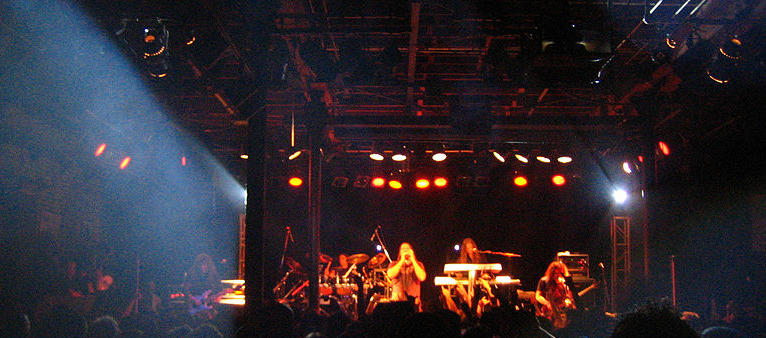
I Symphony X in concerto

Nel 2000, dopo quasi un anno di lavoro, vede la luce V - The New Mythology Suite, primo concept album della band che vede il ritorno dietro le pelli di Jason Rullo ed una maggiore attenzione alle orchestrazioni. Il concept è basato sul mito di Atlantide e per la prima volta l'album è venduto, tra l'altro con ottimo successo, anche negli USA.
Dopo questa uscita, la band si è dedicata ad un lungo tour mondiale, durante il quale uno show a Parigi fu registrato e pubblicato nel 2001 come loro primo live, con il titolo Live on the Edge of Forever.
Nel 2002 la band dà alle stampe The Odyssey, dove, per la seconda volta nella discografia della band, la title track è una suite di lunga durata e suddivisa in movimenti interni. Con i suoi 24 minuti, è il brano più lungo mai inciso dalla band, superando The Divine Wings of Tragedy.
Il nuovo album, intitolato Paradise Lost, è stato pubblicato il 26 giugno 2007. Nella seconda metà dell'anno la band ha partecipato come opener al tour dei Dream Theater. Il gruppo aveva già condiviso il palco con i Dream Theater nell'occasione del Gods of Metal, avvenuta pochi mesi prima, dove vennero presentati in anteprima brani di Paradise Lost qualche settimana prima della sua uscita.
Gli album The Odyssey e Paradise Lost sono stati interamente registrati nello studio Dungeon, realizzato nella casa del chitarrista Micheal Romeo, dove sono anche state registrate parti di The Divine Wings of Tragedy e V - The New Mythology Suite.
Nel novembre 2009 Michael Romeo ha annunciato che il gruppo ha firmato un contratto con l'etichetta Nuclear Blast per la pubblicazione di un nuovo album, inizialmente previsto per la metà del 2010 la cui uscita però è stata posticipata di quasi un anno. Il disco si chiamerà Iconoclast. Il 25 febbraio 2011 i Symphony X hanno iniziato un nuovo tour, durante il quale sono stati presentati in anteprima alcuni brani del nuovo disco.
Il 24 luglio 2015 i Symphony X pubblicano il nuovo album dal titolo Underworld che esce anche questa volta per Nuclear Blast Records.

## Formazione
Attuale
- Russell Allen – voce (1995-presente)
- Michael Romeo – chitarra (1994-presente)
- Michael LePond – basso (1998-presente)
- Michael Pinnella – tastiere (1994-presente)
- Jason Rullo – batteria (1994-1997, 2000-presente)

Ex componenti
- Rod Tyler – voce (1994-1995)
- Thomas Miller – basso (1994-1998)
- Thomas Walling – batteria (1997-2000)

Turnisti
- John Macaluso – batteria (2012-presente)

## Discografia
- 1994 – Symphony X
- 1995 – The Damnation Game
- 1997 – The Divine Wings of Tragedy
- 1998 – Twilight in Olympus
- 2000 – V - The New Mythology Suite
- 2002 – The Odyssey
- 2007 – Paradise Lost
- 2011 – Iconoclast
- 2015 – Underworld